# Xincuo
Xincuo (kinesiska: 新厝) är en köping i sydöstra Kina. Den ligger i Fuqing i staden Fuzhou i provinsen Fujian,  omkring 63 kilometer söder om provinshuvudstaden Fuzhou. Antalet invånare är 25 178. Befolkningen består av 12 526 kvinnor och 12 652 män. Barn under 15 år utgör 13,0 %, vuxna 15-64 år 75 %, och äldre över 65 år 11,0 %.